# Улица Тамары Абакелии
Улица Тамары Абакелия (груз. თამარ აბაკელიას ქუჩა) — улица в Тбилиси, в районе Мтацминда, от улицы Братьев Зубалашвили.

## История
Проложена в XIX веке.

Д. 3а, мемориальная доска Беридзе

С 1867 — Арсенальная, с 1897 года — Малый двор, с 1923 — Трибунальный переулок.
В 1953 году названа в честь выдающегося грузинского советского скульптора Тамары Абакелия (1905—1953), жившей на этой улице.

## Достопримечательности
д. 5 — сохранилась уникальная парадная

## Известные жители
д. 3а — Вахтанг Беридзе (мемориальная доска)
Тамара Абакелия